# Armbloemige zegge
Armbloemige zegge (Carex pauciflora) is een overblijvende plant die behoort tot de cypergrassenfamilie (Cyperaceae). De plant komt van nature voor in de koude en gematigde bergstreken op het Noordelijk halfrond. De soort is inheems in Wallonië. Het aantal chromosomen is 2n = 76.
De plant wordt 5-15 cm hoog en heeft stomp driekantige, tot 1 mm dikke stengels, die bovenaan ruw zijn. De plant kan 0,2-10 cm lange en 0,6-1,2 mm kruipende rizomen vormen. Het blad is borstelvormig en veel korter dan de stengel.
Armbloemige zegge bloeit vanaf mei tot in juli. De aartjes zijn 0,5-1 cm lang, waarbij bovenaan de mannelijke en onderaan de vrouwelijke bloemen zitten. Een aar heeft 1-3 mannelijke en 2-5 vrouwelijke bloemen. Een vrouwelijke bloem heeft drie stempels en een lange stijl. Het kafje van de vrouwelijke bloem is lichtbruin tot roestrood met een witvliezige rand en een groene middennerf. 
De vrucht is een 2–2,4 mm lang en 0,8–1 mm breed nootje. Het afstaande of teruggebogen, gelige, lancetvormige tot smal langwerpige urntje is 5-7 mm lang en 0,7–1,1 mm breed en heeft een lange snavel. Het urntje is een soort schutblaadje dat geheel om de vrucht zit. 
- Illustratie. 1=Armbloemige zegge

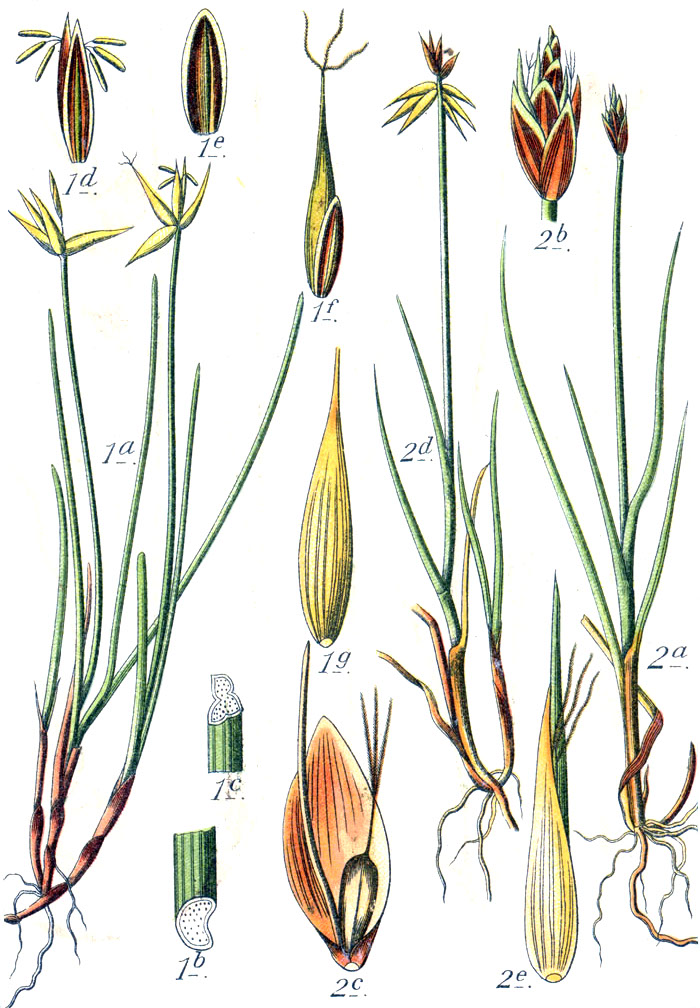
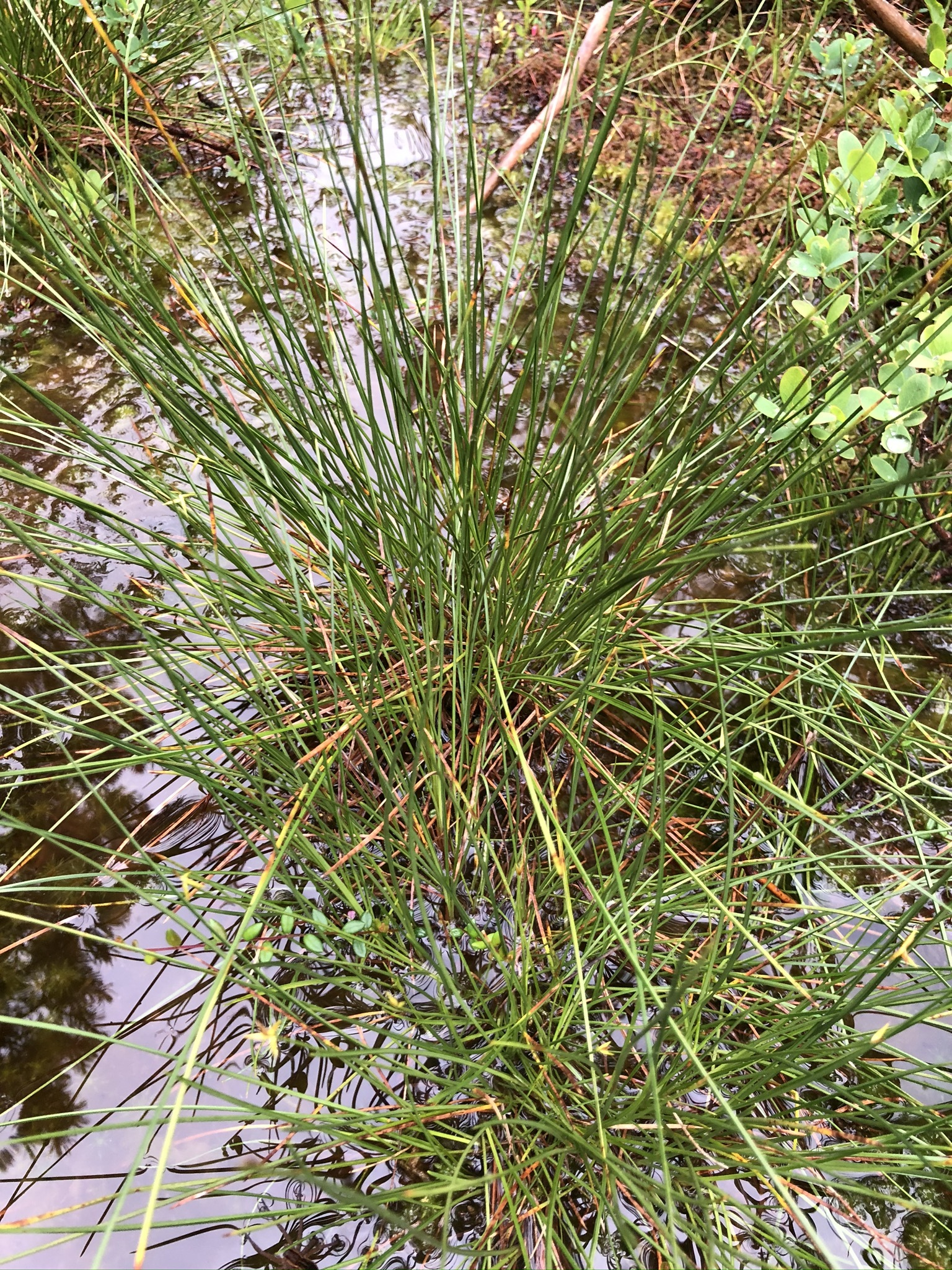
Plant
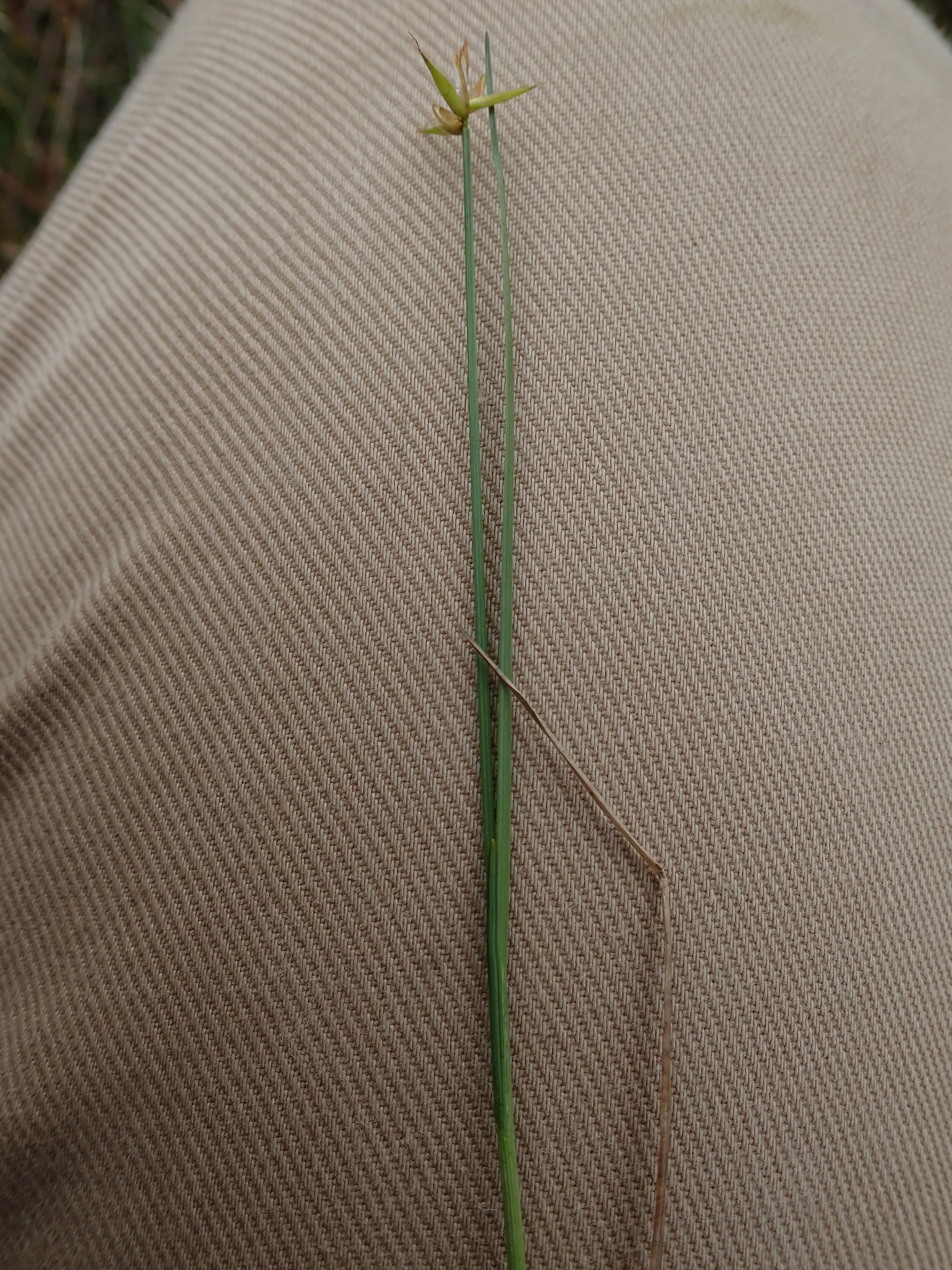
Blad en bloeiwijze
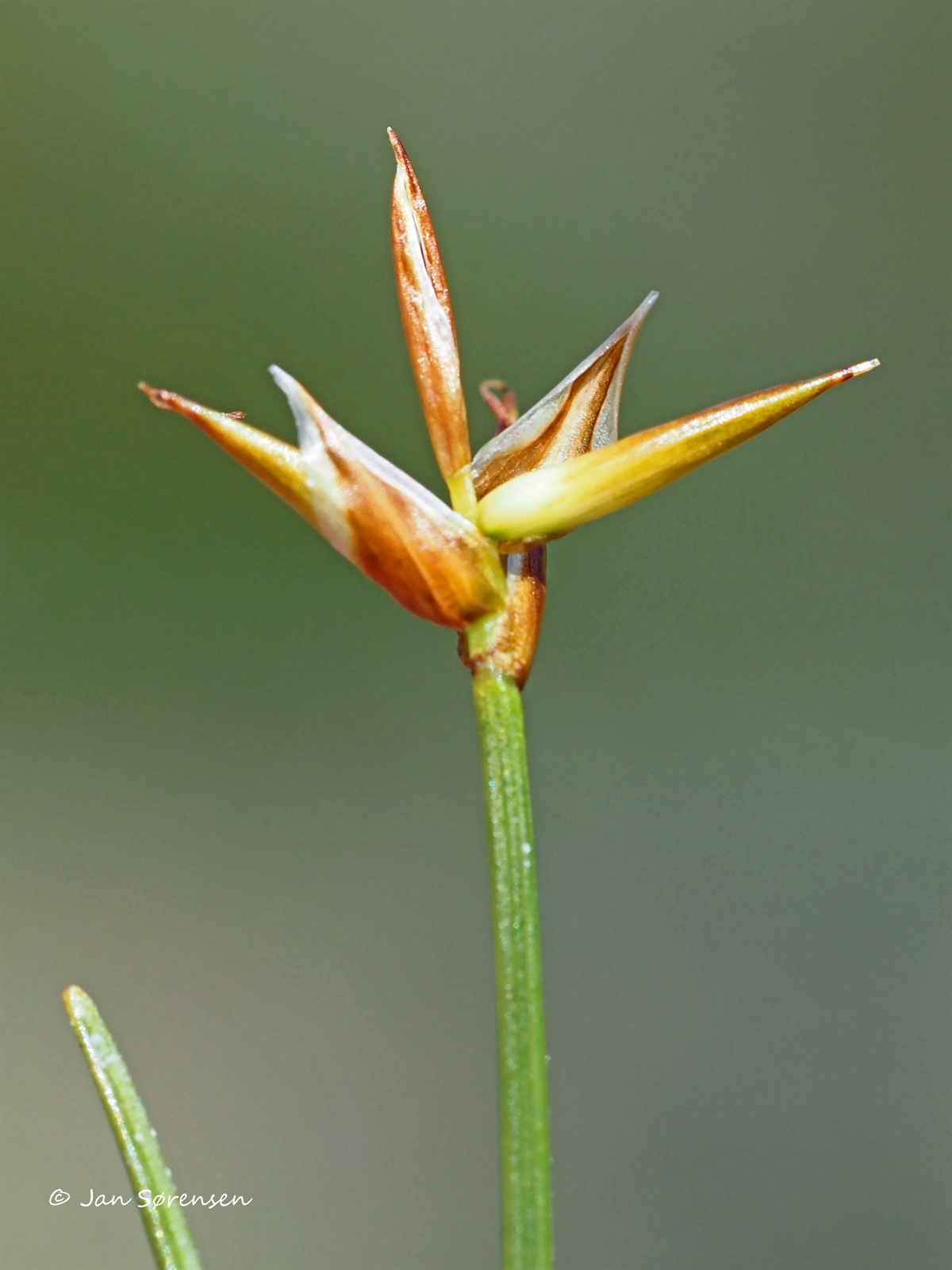
Bloeiwijze
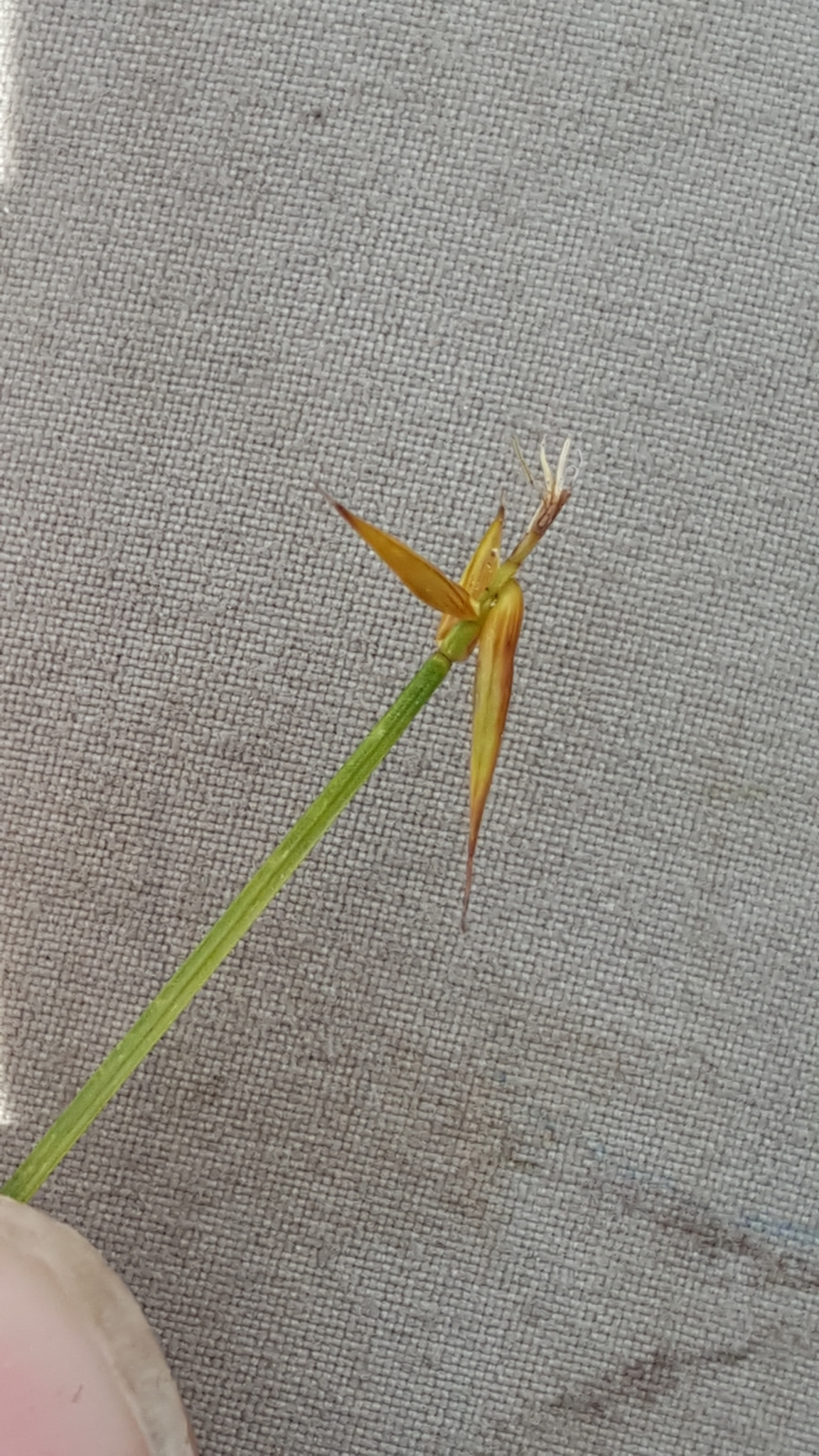
Meeldraden aan top bloeiwijze

De plant groeit in hoogveenmoerassen en grasland met een natte, voedselarme, zure hoogveengrond.